# دنوس
الدَّنُوسُ أو الذُؤْنون هو جنس نبات من الفصيلة الهالوكية، يضم نحو 5 أنواع.

## أنواعه
- الدنوس الأرجواني (الاسم العلمي: Lathraea purpurea)
- الدنوس الياباني (الاسم العلمي: Lathraea japonica)
- الدنوس الوردي (الاسم العلمي: Lathraea rhodopea)
- الدنوس الخفي (الاسم العلمي: Lathraea clandestina)
- ذؤنون الأرض (الاسم العلمي: Lathraea squamaria)